# Дворцы (Калужская область)
Дворцы́ — село в Дзержинском районе Калужской области. Административный центр сельского поселения «Село Дворцы».

## География
Село находится к югу от автодороги Р93 и к западу от автодороги М3, на расстоянии 22 км к югу от города Кондрово, административного центра района, и 19 км к западу от города Калуга, административного центра области.

## Население
| 2002 | 2010  |
| ---- | ----- |
| 962  | ↗1089 |

## Улицы
| - ул. Большой Амур, - ул. Великого стояния на Угре, - ул. Зелёные ключи, - ул. Лесная, - ул. Луговая, | - ул. Малый Амур, - ул. Полевая, - ул. Речная, - ул. Соборная, - ул. Сосновый Бор, | - ул. Фёдорова, - ул. Цветочная, - ул. Центральная, - ул. Церковная. |

## Достопримечательности
В 2014 году в селе открылся музей-диорама «Великое стояние на Угре».

## Известные уроженцы
- Асмолов, Иван Никифорович (1905—1943) — советский военнослужащий, старший лейтенант, Герой Советского Союза.
- Манакин, Михаил Фёдорович (1924—2009) — советский военачальник, генерал-лейтенант, Герой Советского Союза.